# SG-43 Goryunov
A SG-43 Goryunov foi uma metralhadora de tipo médio soviética  (semelhante à norte-americana Browning M1919) utilizada na Segunda Guerra Mundial, de calibre 7,62x54mmR. Foi introduzida em 1943 substituindo-a M1910 Maxim; era montada em rodas, tripés e em veículos. Após o fim da guerra, a SG-43 foi melhorada sendo designada por SGM ("M" de modernizada). Outra variante era a SGMT, montada em cima de tanques. A The SG-43/SGM foi exportada em larga escala, sendo, também, produzida na China. Para além de ter sido utilizada na Segunda Guerra, também foi uma das armas escolhidas para a Guerra da Coreia e Guerra da Independência de Moçambique. Nos anos 60, os soviéticos substituíram-na pela PK e PKM, dadas as dificuldades no carregamento das munições.